# Березці
Бере́зці — село в Україні, у Радомишльській міській територіальній громаді Житомирського району Житомирської області. Кількість населення становить 169 осіб (2001). У 1923—54 роках — адміністративний центр однойменної сільської ради.

## Населення
У середині 19 століття в селі нараховувалося 150 осіб, в кінці 19 століття — 249 осіб, з них: чоловіків — 122, жінок — 127; дворів — 63, за іншими даними: дворів — 64, мешканців — 266.
Відповідно до результатів перепису населення СРСР, кількість населення, станом на 12 січня 1989 року, становила 206 осіб, станом на 5 грудня 2001 року, відповідно до перепису населення України, кількість мешканців села становила 169 осіб.

## Історія
До 1795 року с. Березці й околишні села належали до Радомишльського і Поліського маєтку київських митрополитів, спочатку православних, а потім греко-католицьких. Згодом землі й села Чудинського ключа, куди входили й Березці, були відкуплені подружжям Романом та Варварою Вербицькими, де вони заснували свою резиденцію. До Чудина — 3 версти, через річку Тетерів.
Наприкінці 19 століття — власницьке село в складі Кичкирівської волості Радомисльського повіту Київської губернії; відстань до повітового центру, м. Радомисль, де знаходилася також найближча поштово-телеграфна та поштова (земська) станції, становила 7 верст, до найближчої залізничої станції, Житомир, 57 верст, до пароплавної станції в Києві — 83 версти. В селі була каплиця, школа, шкірзавод, водяний млин, кузня та комора. Пожежний обоз мав 4 бочки та 4 багри. Господарство велося за трипільною системою обробітку ґрунту. Землі — 793 десятини; поміщикам Зеленку, Крижанівському та Вержбицькому, котрі господарювали самостійно, належало 438 дес., селянам — 355 дес.. За іншими даними, власність Вержбицьких, котрим, разом з Литовкою та Папірнею, належало 870 дес. землі та 1 596 дес. лісу. Входило до складу православної парафії в Чудині.
У 1923 році увійшло до складу новоствореної Березцівської сільської ради, котра, від 7 березня 1923 року, стала частиною новоутвореного Радомишльського району Малинської округи; адміністративний центр ради. 11 серпня 1954 року, внаслідок ліквідації Березцівської сільської ради, відповідно до указу Президії Верховної ради УРСР «Про укрупнення сільських рад по Житомирській області», с. Березці включене до складу Лутівської сільської ради Радомишльського району Житомирської області. В складі сільської ради, 30 грудня 1962 року, увійшло до Малинського району, звідки повернуте 4 січня 1965 року.
16 травня 2017 року село увійшло до складу новоствореної Радомишльської міської територіальної громади Радомишльського району Житомирської області. Від 19 липня 2020 року, разом з громадою, в складі новоствореного Житомирського району Житомирської області.